# Pavla Tichá
Pavla Tichá (1. března 1968 – 5. září 2014) byla zakladatelka neziskové organizace Amelie, z.s.

## Život
Bylo jí 35 let a jako manažerka se potýkala se syndromem vyhoření; tehdy zjistila, že je v pokročilé fázi rakoviny, která nabízela vyhlídku na pár let života. Rozhodla se je využít a založila neziskovou organizaci Amelie, která poskytuje bezplatnou psychosociální pomoc onkologicky nemocným a jejich blízkým. V průběhu léčby si totiž stále více uvědomovala, jakou moc má psychika a jak málo prostoru v současném zdravotnickém systému dostává práce s ní. Na základě vlastních zkušeností s psychoterapií a sebezkušenostními semináři došla k názoru, že to může být cesta k překonání vážné nemoci, či ke kvalitnímu životu s ní. Rozhodla se začít dělat něco proto, aby se situace v této oblasti zdravotnictví změnila. Na podzim roku 2005 začala docházet jako dobrovolnice na lůžkové oddělení onkologie VFN a začala hledat odborníky, kteří by jí v jejím úsilí pomohli. Začala spolupracovat s MUDr. Henrietou Tondlovou a s MUDr. Alexandrou Aschermannovou, primářkou a ředitelkou ÚOP na Pleši. Na základě tohoto úsilí vzniklo koncem roku 2006 občanské sdružení Amelie. V roce 2008 obdržela mezinárodní cenu Fervent Love of Lives Medal. Zemřela 5. září roku 2014.